# 김정훈 (1993년)
김정훈(1993년 5월 30일 ~ )은 대한민국의 전직 스타크래프트 II 프로게이머이다. Tassadar라는 아이디를 쓰고 있으며, 종족은 프로토스이다.
NS 호서에 입단하면서 스타크래프트 II 프로게이머로 활동하다가 2013년 7월 31일 NS 호서가 해체되면서 LG-IM에 영입되었다.
2013년 7월 31일 FXOpen으로 이적하였다.
이후 팀이 해체되었으며 2013년 12월 25일 해외팀인 Love Your Girlfriend에 입단했다.
2014년 3월 17일 Love Your Girlfriend가 해체되면서 무소속 신분이 되었다. 이후 모든 스타크래프트 II 리그 예선에 없는 것으로 보아 사실상 은퇴한 것으로 보인다.

## 주요 성적
- 2010년 소니 에릭슨 스타크래프트 II OPEN Season 2 64강
- 2011년 LG 시네마 3D, 인텔코리아 글로벌 스타크래프트 II 리그 May Code A 32강
- 2011년 PEPSI 글로벌 스타크래프트 II 리그 July Code A 준우승
- 2011년 PEPSI 글로벌 스타크래프트 II 리그 Aug. Code A 16강
- 2011년 소니 에릭슨 글로벌 스타크래프트 II 리그 Oct. Code A 32강
- 2011년 소니 에릭슨 글로벌 스타크래프트 II 리그 Nov. Code A 32강
- 2012년 핫식스 2012 글로벌 스타크래프트 II 리그 시즌 1 Code A 48강
- 2013년 제4회 인천 실내무도아시아경기대회 스타2 부문 국가대표 선발전 32강
- 2013년 2013 WCS 아메리카 시즌 3 챌린저리그 16강
- 2014년 2014 WCS 코리아 시즌 2 핫식스 글로벌 스타크래프트 II 리그 코드 A 48강